# Пожарная тактика
Пожарная тактика — это наука о закономерностях развития пожара, способах его тушения и спасания людей с использованием сил и средств пожарной охраны. Основным предметом изучения пожарной тактики является подготовка к тушению и тушение пожаров различными силами и средствами.

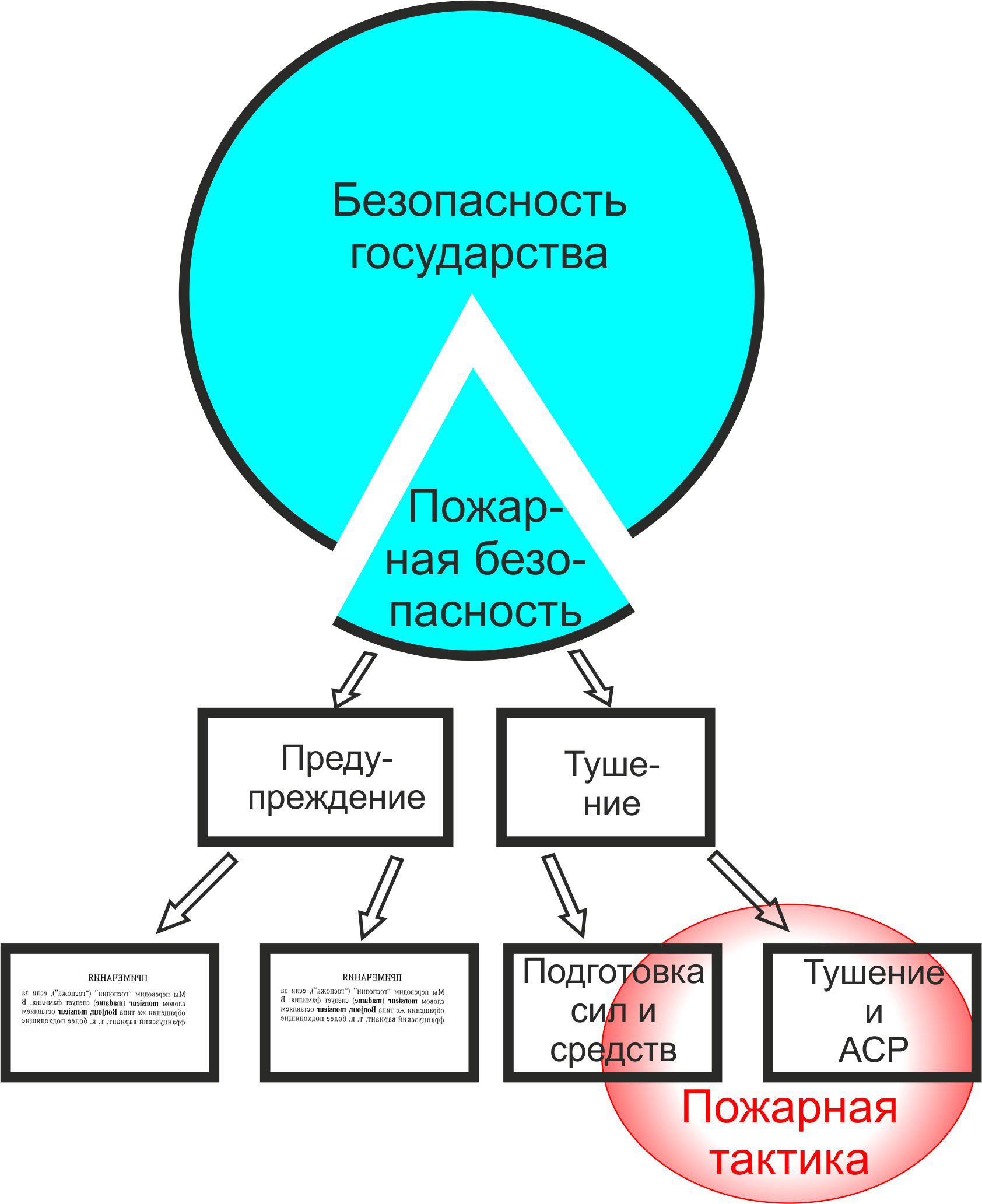
Область исследования пожарной тактики

В настоящее время основное направление исследований пожарной тактики — выявление закономерностей, присущих процессам подготовки и ведения действий по тушению пожаров и проведению связанных с ними аварийно-спасательных работ. Основная цель исследований — разработка наиболее эффективных форм и приемов тушения пожаров в минимальные сроки.
Пожарная тактика обеспечивает научно-методическое сопровождение деятельности пожарных подразделений по спасанию людей в случае угрозы их жизни, здоровью, достижению локализации и ликвидации пожара в кратчайшие сроки и обеспечивается своевременным и эффективным задействованием личного состава, пожарной и аварийно-спасательной техники, огнетушащих веществ, пожарного инструмента и оборудования, аварийно-спасательного оборудования, средств связи и иных технических средств, стоящих на вооружении подразделений пожарной охраны и аварийно-спасательных формирований, входящих в гарнизон пожарной охраны.
Подготовка к тушению включает: разработку и корректировку оперативных документов, планирующих тактическую и психологическую подготовку подразделений пожарной охраны, а также разработку мероприятий, обеспечивающих необходимые условия для успешного тушения пожаров в населенных пунктах и организациях.
Пожарная тактика решает следующие задачи:
— изучение закономерностей элементов обстановки на пожаре;
— познание сущности действий по тушению пожара и проведению связанных с ними аварийно-спасательных работ;
— выявление и обоснование наиболее эффективных форм и методов организации тушения пожаров;
— изыскание форм и методов по дальнейшему совершенствованию тактической и психологической подготовки рядового и начальствующего состава гарнизонов пожарной охраны.

## Социально-экономическая составляющая
Основная цель создания противопожарной службы, это обеспечение безопасности государства, которая достигается совместной деятельностью с другими государственными службами, где на долю противопожарной службы в большей мере приходятся задачи социальной и экономической безопасности.
Пожарная безопасность складывается из двух составляющих — во-первых, это предупреждение и, во-вторых, тушение пожаров. Второе направление в свою очередь условно разделяется на подготовку сил и средств и собственно тушение пожара. Пожарная тактика как научная дисциплина регламентирует действия пожарных при тушении пожаров, проведении аварийно-спасательных работ и определяет основные направления организации учебной подготовки сотрудников и работников пожарных подразделений.
Методологические основы оценки социальной и экономической эффективности деятельности достаточно подробно определены положениями ГОСТ 12.1.004-91, но в основном это касается первой составляющей — предупреждения пожаров. Что касается второй составляющей — тушения пожаров, то в настоящее время нет объективной методики оценки деятельности оперативных пожарных подразделений. Экономический эффект деятельности специалистов пожаротушения может быть оценен только косвенно, например, сравнением величин материальных потерь от пожаров, при гипотетическом отсутствии противопожарной службы и фактических потерь.
С экономической точки зрения, значение пожарной тактики, может быть определено как — повышение эффективности деятельности отдельного бойца-пожарного и пожарных подразделений в целом, что в конечном итоге должно приводить к снижению затрат и при этом позволяло бы добиваться более высоких социальных и экономических показателей при тушении пожаров в условиях необходимости неукоснительного соблюдения законодательных норм.